# Ma-cu (souostroví)
Souostroví Ma-cu (čínsky 馬祖列島 – Ma-cu lie-tao, pchin-jinem Mǎzǔ Lièdǎo, tchajwansky Má-chó͘-tó) je souostroví v Tchajwanském průlivu složené z devatenácti ostrovů a ostrůvků s celkovou plochou 29,6 čtverečních kilometrů. Patří k Tchaj-wanu (Čínské republice), kde administrativně tvoří samostatný okres Lien-ťiang. Správním centrem je město Nan-kan. Jméno získalo souostroví podle bohyně Ma-cu.